# リリー・ポンス
リリー・ポンス（Lily Pons、本名：Alice Joséphine Pons、1898年4月12日 - 1976年2月13日）は、フランス出身・アメリカ合衆国で活躍したソプラノ歌手・女優である。
南仏ドラギニャンで生まれ、パリ国立高等音楽・舞踊学校で学ぶ。1928年、ミュルーズでオペラ『ランメルモールのルチア』に初出演を果たした。アメリータ・ガリ=クルチを継ぐ存在として迎えられ、1931年1月3日にルチア役でメトロポリタン歌劇場にデビューする。1960年までメトロポリタンを代表するコロラトゥーラ・ソプラノとして出演を続け、ハリウッド映画の主演も経験した。
1938年にアンドレ・コステラネッツと結婚している。（1958年離婚）1940年にアメリカ市民権を取得、1976年2月13日、ダラスで膵癌のため亡くなった。

## 出演オペラ
- 『ランメルモールのルチア』ルチア
- 『リゴレット』ジルダ[2]
- 『セビリアの理髪師』ロジーナ[3]
- 『ホフマン物語』オランピア[4]
- 『ミニョン』フィリーヌ[5]
- 『ラクメ』ラクメ[6]
- 『夢遊病の女』アミーナ[7]
- 『シャモニーのリンダ』リンダ[8]
- 『金鶏』シェマハの女王[9]
- 『連隊の娘』マリー[10]
- 『椿姫』ヴィオレッタ[11]

## 出演映画
- 恋の歌 I Dream Too Much (1935)
- 世界の歌姫 That Girl from Paris (1936)
- ラヂオの歌姫 Hitting a New High (1937)
- カーネギー・ホール Carnegie Hall (1947) ※本人として出演

## ディスコグラフィ

### オペラ全曲
- 『こうもり』（1951年、コロムビア・レコード）ユージン・オーマンディ指揮メトロポリタン歌劇場管弦楽団演奏：チャールズ・クルマン（英語版）（アイゼンシュタイン）、リューバ・ヴェリッチュ（英語版）（ロザリンデ）、リチャード・タッカー（アルフレード）、ポンス（アデーレ）※英語歌唱
- 『ランメルモールのルチア』（1954年、コロムビア）ファウスト・クレヴァ指揮メトロポリタン歌劇場管弦楽団演奏：ポンス（ルチア）、リチャード・タッカー（エドガルド）、フランク・グァレーラ（英語版）（エンリーコ）